# کریستا نل
کریستا نل (آلمانی: Krista Nell؛ ‏ ۲۱ ژانویهٔ ۱۹۴۶ – ۱۹ ژوئن ۱۹۷۵) بازیگر اهل اتریش بود. او کارش را در سینمای فرانسه آغاز کرد، اما پس از مدتی به رم نقل مکان کرد و در فیلم‌های سبک وسترن اسپاگتی و کمدی سکسی سبک ایتالیایی نقش‌آفرینی نمود.
از فیلم‌ها یا برنامه‌های تلویزیونی که وی در آن نقش داشته است می‌توان به برادر بشر، خواهر فاحشه، در بوکاچوی کاملاً ممنوعه، ممنوعه‌ترین دکامرون، شب‌های گرم دکامرون، دکامروتیکوس، اولین شب آرامش، پی‌یرو خله، جنازه مو سرخ، مجلس‌گردان خون‌آشام است، و بسیار لذت‌بخش، کاملاً مرده اشاره کرد.